# Prizorišča lige NHL
Seznam prizorišč lige NHL, ki vključuje pretekle, sedanje in prihodnje dvorane.

## Vzhodna konferenca
| Vzhodna konferenca                                           | |                     |            |         |                     |        |
| Atlantska divizija                                           | |                     |            |         |                     |        |
| Moštvo                                                       | Dvorana | Leta uporabe        | Kapaciteta | Odprtje | Mesto               | Vir    |
| New Jersey Devils (Colorado Rockies) (Kansas City Scouts)    | Prudential Center | 2007–trenutno       | 17.625     | 2007    | Newark, NJ          | [ 1 ]  |
| New Jersey Devils (Colorado Rockies) (Kansas City Scouts)    | Continental Airlines Arena Brendan Byrne Arena (1981–1996)                                                                                           | 1982–2007           | 19.040     | 1981    | East Rutherford, NJ | [ 2 ]  |
| New Jersey Devils (Colorado Rockies) (Kansas City Scouts)    | McNichols Sports Arena | 1976–1982           | 16.061     | 1975    | Denver, CO          | [ 3 ]  |
| New Jersey Devils (Colorado Rockies) (Kansas City Scouts)    | Kemper Arena | 1974–1976           | 17.647     | 1974    | Kansas City, MO     | [ 4 ]  |
| New York Islanders                                           | Barclays Center | 2015–trenutno       | 15.795     | 2012    | Brooklyn, NY        | [ 5 ]  |
| New York Islanders                                           | Nassau Veterans Memorial Coliseum | 1972–2015           | 16.234     | 1972    | Uniondale, NY       | [ 6 ]  |
| New York Rangers                                             | Madison Square Garden (IV) | 1968–trenutno       | 18.200     | 1968    | New York City, NY   | [ 7 ]  |
| New York Rangers                                             | Madison Square Garden (III) | 1926–1968           | 15.000     | 1925    | New York City, NY   | [ 8 ]  |
| Philadelphia Flyers                                          | Wells Fargo Center Wachovia Center (2003–2010) First Union Center (1998–2003) CoreStates Center (1996–1998)                                          | 1996–trenutno       | 19.519     | 1996    | Filadelfija, PA     | [ 9 ]  |
| Philadelphia Flyers                                          | The Spectrum Wachovia Spectrum (2003–2009) First Union Spectrum (1998–2003) CoreStates Spectrum (1994–1998)                                          | 1967–1996           | 17.380     | 1967    | Filadelfija, PA     |        |
| Pittsburgh Penguins                                          | PPG Paints Arena Consol Energy Center (2010–2016) | 2010–trenutno       | 18.387     | 2010    | Pittsburgh, PA      | [ 10 ] |
| Pittsburgh Penguins                                          | Mellon Arena Pittsburgh Civic Arena (1961–1999) | 1967–2010           | 16.958     | 1961    | Pittsburgh, PA      | [ 11 ] |
| Severovzhodna divizija                                       | |                     |            |         |                     |        |
| Moštvo                                                       | Dvorana | Leta uporabe        | Kapaciteta | Odprtje | Mesto               | Vir    |
| Boston Bruins                                                | TD Garden TD Banknorth Garden (2005–2009) FleetCenter (1995–2005) Shawmut Center (1995)                                                              | 1995–trenutno       | 17.565     | 1995    | Boston, MA          | [ 12 ] |
| Boston Bruins                                                | Boston Garden | 1928–1995           | 14.448     | 1928    | Boston, MA          | [ 13 ] |
| Boston Bruins                                                | Boston Arena Matthews Arena (1979–trenutno) | 1924–1928           | 5.900      | 1910    | Boston, MA          |        |
| Buffalo Sabres                                               | KeyBank Center First Niagara Center (2011–2016) HSBC Arena (2000–2011) Marine Midland Arena (1996–2000)                                              | 1996–trenutno       | 19.070     | 1996    | Buffalo, NY         | [ 14 ] |
| Buffalo Sabres                                               | Buffalo Memorial Auditorium | 1970–1996           | 16.230     | 1940    | Buffalo, NY         | [ 15 ] |
| Montreal Canadiens                                           | Bell Centre Molson Centre (1996–2002) | 1996–trenutno       | 21.273     | 1996    | Montréal, QC        | [ 16 ] |
| Montreal Canadiens                                           | Montreal Forum | 1926–1996           | 17.959     | 1924    | Montréal, QC        |        |
| Montreal Canadiens                                           | Mount Royal Arena | 1919–1926           | 10.000     | 1919    | Montréal, QC        |        |
| Montreal Canadiens                                           | Jubilee Arena | 1909–1919           | 3.000      | 1908    | Montréal, QC        |        |
| Ottawa Senators                                              | Canadian Tire Centre Scotiabank Place (2006–2013) Corel Centre (1996–2006) The Palladium (1996)                                                      | 1996–trenutno       | 18.694     | 1996    | Ottawa, ON          |        |
| Ottawa Senators                                              | Ottawa Civic Centre | 1992–1996           | 10.575     | 1968    | Ottawa, ON          |        |
| Toronto Maple Leafs (Toronto St. Patricks) (Toronto Arenas)  | Air Canada Centre | 1999–trenutno       | 18.819     | 1999    | Toronto, ON         |        |
| Toronto Maple Leafs (Toronto St. Patricks) (Toronto Arenas)  | Maple Leaf Gardens | 1931–1999           | 15.837     | 1931    | Toronto, ON         |        |
| Toronto Maple Leafs (Toronto St. Patricks) (Toronto Arenas)  | Mutual Street Arena Arena Gardens (1912–1932) | 1917–1931           | 7.500      | 1912    | Toronto, ON         |        |
| Jugovzhodna divizija                                         | |                     |            |         |                     |        |
| Moštvo                                                       | Dvorana | Leta uporabe        | Kapaciteta | Odprtje | Mesto               | Vir    |
| Atlanta Thrashers                                            | Philips Arena | 1999–trenutno       | 18.750     | 1999    | Atlanta, GA         |        |
| Carolina Hurricanes (Hartford Whalers) (New England Whalers) | PNC Arena RBC Center (2002–2012) Raleigh Entertainment and Sports Arena (1999–2002)                                                                  | 1999–trenutno       | 18.680     | 1999    | Raleigh, NC         |        |
| Carolina Hurricanes (Hartford Whalers) (New England Whalers) | Greensboro Coliseum | 1997–1999           | 21.273     | 1959    | Greensboro, NC      |        |
| Carolina Hurricanes (Hartford Whalers) (New England Whalers) | Springfield Civic Center MassMutual Center (2005–trenutno)                                                                                           | 1978–1980           | 6.679      | 1972    | Springfield, MA     |        |
| Carolina Hurricanes (Hartford Whalers) (New England Whalers) | Hartford Civic Center | 1980–1997 1975–1978 | 15.635     | 1975    | Hartford, CT        |        |
| Florida Panthers                                             | BB&T Center BankAtlantic Center (2005–2012) Office Depot Center (2002–2005) National Car Rental Center (1998–2002) Broward County Civic Arena (1998) | 1998–trenutno       | 19.250     | 1998    | Sunrise, FL         |        |
| Florida Panthers                                             | Miami Arena | 1993–1998           | 14.696     | 1988    | Miami, FL           |        |
| Tampa Bay Lightning                                          | Amalie Arena Tampa Bay Times Forum (2012–2014) St. Pete Times Forum (2002–2012) Ice Palace (1996–2002)                                               | 1996–trenutno       | 19.758     | 1996    | Tampa, FL           |        |
| Tampa Bay Lightning                                          | Thunderdome Tropicana Field (1996–trenutno) Florida Suncoast Dome (1990–1993)                                                                        | 1993–1996           | 26.000     | 1990    | St. Petersburg, FL  |        |
| Tampa Bay Lightning                                          | Expo Hall | 1992–1993           | 10.425     | 1976    | Tampa, FL           |        |
| Washington Capitals                                          | Verizon Center MCI Center (1997–2006) | 1997–trenutno       | 18.672     | 1997    | Washington, D.C.    | [ 19 ] |
| Washington Capitals                                          | US Airways Arena Capital Centre (1973–1993, 1997–2002) USAir Arena (1993–1997) US Airways Arena (1997)                                               | 1974–1997           | 18.130     | 1973    | Landover, MD        |        |

## Zahodna konferenca
| Zahodna konferenca                                    | |               |            |         |                 |        |
| Centralna divizija                                    | |               |            |         |                 |        |
| Moštvo                                                | Dvorana                                                                                                | Leta uporabe  | Kapaciteta | Odprtje | Mesto           | Vir    |
| Chicago Blackhawks (Chicago Black Hawks)              | United Center                                                                                          | 1994–trenutno | 20.500     | 1994    | Chicago, IL     |        |
| Chicago Blackhawks (Chicago Black Hawks)              | Chicago Stadium                                                                                        | 1929–1994     | 17.317     | 1929    | Chicago, IL     |        |
| Chicago Blackhawks (Chicago Black Hawks)              | Chicago Coliseum                                                                                       | 1926–1929     | 6.000      | 1899    | Chicago, IL     |        |
| Columbus Blue Jackets                                 | Nationwide Arena                                                                                       | 2000–trenutno | 18.136     | 2000    | Columbus, OH    |        |
| Detroit Red Wings (Detroit Falcons) (Detroit Cougars) | Joe Louis Arena                                                                                        | 1979–trenutno | 20.066     | 1979    | Detroit, MI     |        |
| Detroit Red Wings (Detroit Falcons) (Detroit Cougars) | Detroit Olympia                                                                                        | 1927–1979     | 16.700     | 1927    | Detroit, MI     |        |
| Detroit Red Wings (Detroit Falcons) (Detroit Cougars) | Border Cities Arena Windsor Arena (1928–trenutno)                                                      | 1926–1927     | 3.600      | 1924    | Windsor, ON     |        |
| Nashville Predators                                   | Sommet Center Nashville Arena (1996–1999), (2007) Gaylord Entertainment Center (1999–2007)             | 1998–trenutno | 17.113     | 1996    | Nashville, TN   |        |
| St. Louis Blues                                       | Scottrade Center Savvis Center (2000–2006) Kiel Center (1994–2000)                                     | 1994–trenutno | 19.022     | 1994    | St. Louis, MO   |        |
| St. Louis Blues                                       | St. Louis Arena The Checkerdome (1977–1983)                                                            | 1967–1994     | 20.000     | 1929    | St. Louis, MO   |        |
| Severozahodna divizija                                | |               |            |         |                 |        |
| Moštvo                                                | Dvorana                                                                                                | Leta uporabe  | Kapaciteta | Odprtje | Mesto           | Vir    |
| Calgary Flames (Atlanta Flames)                       | Pengrowth Saddledome Canadian Airlines Saddledome (1996–2000) Olympic Saddledome (1983–1996)           | 1983–trenutno | 19.289     | 1983    | Calgary, AB     | [ 18 ] |
| Calgary Flames (Atlanta Flames)                       | Stampede Corral                                                                                        | 1980–1983     | 7.424      | 1950    | Calgary, AB     |        |
| Calgary Flames (Atlanta Flames)                       | Omni Coliseum                                                                                          | 1972–1980     | 15.278     | 1972    | Atlanta, GA     |        |
| Colorado Avalanche (Québec Nordiques)                 | Pepsi Center                                                                                           | 1999–trenutno | 18.007     | 1999    | Denver, CO      | [ 18 ] |
| Colorado Avalanche (Québec Nordiques)                 | McNichols Sports Arena                                                                                 | 1995–1999     | 16.061     | 1975    | Denver, CO      |        |
| Colorado Avalanche (Québec Nordiques)                 | Quebec Coliseum / Colisée de Québec Colisée Pepsi (1999–trenutno)                                      | 1972–1995     | 15.399     | 1950    | Québec City, QC |        |
| Edmonton Oilers (Alberta Oilers)                      | Rexall Place Skyreach Centre (1998–2003) Edmonton Coliseum (1995–1998) Northlands Coliseum (1974–1995) | 1974-trenutno | 16.839     | 1974    | Edmonton, AB    | [ 18 ] |
| Edmonton Oilers (Alberta Oilers)                      | Edmonton Gardens                                                                                       | 1972–1974     | 7.200      | 1913    | Edmonton, AB    |        |
| Minnesota Wild                                        | Xcel Energy Center                                                                                     | 2000–trenutno | 18.064     | 2000    | St. Paul, MN    | [ 18 ] |
| Vancouver Canucks                                     | General Motors Place Prizorišče ZOI 2010                                                               | 1995–trenutno | 18.630     | 1995    | Vancouver, BC   |        |
| Vancouver Canucks                                     | Pacific Coliseum                                                                                       | 1970–1995     | 16.150     | 1967    | Vancouver, BC   |        |
| Pacifiška divizija                                    | |               |            |         |                 |        |
| Moštvo                                                | Dvorana                                                                                                | Leta uporabe  | Kapaciteta | Odprtje | Mesto           | Vir    |
| Anaheim Ducks (Mighty Ducks of Anaheim)               | Honda Center Arrowhead Pond of Anaheim (1993–2006) Anaheim Arena (1993)                                | 1993–trenutno | 17.174     | 1993    | Anaheim, CA     | [ 18 ] |
| Dallas Stars (Minnesota North Stars)                  | American Airlines Center                                                                               | 2001–trenutno | 18.532     | 2001    | Dallas, TX      |        |
| Dallas Stars (Minnesota North Stars)                  | Reunion Arena                                                                                          | 1993–2001     | 17.001     | 1980    | Dallas, TX      |        |
| Dallas Stars (Minnesota North Stars)                  | Metropolitan Sports Center                                                                             | 1967–1993     | 15.000     | 1967    | Bloomington, MN |        |
| Los Angeles Kings                                     | Staples Center                                                                                         | 1999–trenutno | 18.118     | 1999    | Los Angeles, CA |        |
| Los Angeles Kings                                     | Great Western Forum The Forum (1967–1988, 2003–trenutno)                                               | 1967–1999     | 16.005     | 1967    | Inglewood, CA   |        |
| Phoenix Coyotes (Winnipeg Jets)                       | Jobing.com Arena Glendale Arena (2003–2006)                                                            | 2003–trenutno | 17.799     | 2003    | Glendale, AZ    | [ 18 ] |
| Phoenix Coyotes (Winnipeg Jets)                       | America West Arena US Airways Center (2006–trenutno)                                                   | 1996–2003     | 16.210     | 1992    | Phoenix, AZ     |        |
| Phoenix Coyotes (Winnipeg Jets)                       | Winnipeg Arena                                                                                         | 1972–1996     | 15.393     | 1955    | Winnipeg, MB    | [ 20 ] |
| San Jose Sharks                                       | HP Pavilion Compaq Center at San Jose (2001–2002) San Jose Arena (1993–2001)                           | 1993–trenutno | 17.496     | 1993    | San Jose, CA    | [ 18 ] |
| San Jose Sharks                                       | Cow Palace                                                                                             | 1991–1993     | 11.089     | 1941    | Daly City, CA   |        |

## Ukinjena moštva
| Dvorane ukinjenih moštev                                                                                                 |                             |              |            |         |                   |        |
| Moštvo (leta v NHL) | Dvorana                     | Leta uporabe | Kapaciteta | Odprtje | Mesto             | Vir    |
| Brooklyn Americans (1941–1942) (New York Americans) (1925–1941)                                                          | Madison Square Garden (III) | 1925–1942    | 15.000     | 1925    | New York City, NY |        |
| Cleveland Barons (1976–1978) (California Golden Seals) (1970–1976) (Oakland Seals) (1967–1970) (California Seals) (1967) | Richfield Coliseum          | 1976–1978    | 18.544     | 1974    | Richfield,OH      |        |
| Cleveland Barons (1976–1978) (California Golden Seals) (1970–1976) (Oakland Seals) (1967–1970) (California Seals) (1967) | Oakland Coliseum Arena      | 1967–1976    | 14.200     | 1966    | Oakland, CA       |        |
| (Hamilton Tigers) (1920–1925) (Quebec Bulldogs) (1919–1920)                                                              | Barton Street Arena         | 1920–1925    | 4.500      | 1910    | Hamilton, ON      |        |
| (Hamilton Tigers) (1920–1925) (Quebec Bulldogs) (1919–1920)                                                              | Quebec Arena                | 1919–1920    | 6.000      | 1913    | Québec City, QC   |        |
| Philadelphia Quakers (1930–1931) (Pittsburgh Pirates) (1925–1930)                                                        | Philadelphia Arena          | 1930–1931    | 4.000      | 1920    | Filadelfija, PA   |        |
| Philadelphia Quakers (1930–1931) (Pittsburgh Pirates) (1925–1930)                                                        | Duquesne Gardens            | 1925–1930    | 6.500      | 1890    | Pittsburgh, PA    |        |
| Montreal Maroons (1924–1938)                                                                                             | Montreal Forum              | 1924–1938    | 17.959     | 1924    | Montréal, QC      | [ 17 ] |
| Montreal Wanderers (1917–1918)                                                                                           | Montreal Arena              | 1917–1918    | 6.000      | 1898    | Montréal, QC      |        |
| St. Louis Eagles (1934–1935) (Ottawa Hockey Club) (1917–1934)                                                            | St. Louis Arena             | 1934–1935    | 20.000     | 1929    | St. Louis, MO     |        |
| St. Louis Eagles (1934–1935) (Ottawa Hockey Club) (1917–1934)                                                            | Ottawa Auditorium           | 1923–1934    | 10.000     | 1923    | Ottawa, ON        |        |
| St. Louis Eagles (1934–1935) (Ottawa Hockey Club) (1917–1934)                                                            | The Arena                   | 1917–1923    | 7.000      | 1907    | Ottawa, ON        |        |